# Зандий, Джалил
Джалил Зандий (перс. جلیل زندی‎; прослушатьо файле; 2 мая 1951, Гермсар – 1 апреля 2001, Тегеран) — иранский лётчик-ас, считается наиболее успешным пилотом-истребителем ирано-иракской войны.
В ходе ирано-иракской войны как пилот F-14 Tomcat одержал 11 воздушных побед — 8 подтвержденных и 3 вероятных. Он сбил четыре МиГ-23, два Су-22, два МиГ-21 и три Mirage F1. Это делает его самым успешным пилотом F-14 Tomcat в мире. В феврале 1988 года майор Джалил Зандий был сбит в воздушном бою с иракским Mirage F1. Пилоты катапультировались.